# Кодду, Артуро
Арту́ро Кодду (исп. Arturo Armando Coddou Geerdts) — чилийский футболист, который играл на позиции полузащитника за «Артуро Фернандес Виаль». Он был в составе сборной на первом в истории чемпионате мира 1930 года в Уругвае.
Чили хорошо стартовала на турнире, обыграв Мексику со счётом 3:0, во втором матче с минимальным счётом была обыграна Франция, но в заключительном матче команда потерпела поражение от Аргентины со счётом 3:1. Кодду во всех трёх матчах оставался на скамейке запасных. В итоге Чили заняла второе место в группе А после Аргентины, однако по регламенту в полуфинал выходила лишь одна команда с группы. После мундиаля Кодду перестал вызываться в сборную, так и не дебютировав в её составе.